# Sada Masashi
Sada Masashi (さだ まさし) (sinh ngày 10 tháng 4 năm 1952) là ca sĩ, nhạc sĩ, diễn viên và nhà văn người Nhật Bản. Ông còn được gọi thân mật với biệt danh Mattsan.
Ông bắt đầu sự nghiệp âm nhạc chính thức với ban nhạc dân gian Grape vào năm 1972. Nhờ vào bản hit "精霊流し" (Shourou Nagashi), do bản thân sáng tác, ông trở nên nổi tiếng tại Nhật Bản. Ban nhạc tan rã vào năm 1976, sau khi sản xuất một số đĩa đơn nổi tiếng bao gồm "縁切寺" (En-kiri Dera) và "無縁坂" (Muen Zaka).
Sau khi trở thành ca sĩ solo, ông tiếp tục sáng tác và biểu diễn nhiều ca khúc nổi tiếng như "雨やどり" (Amayadori), "案山子" (Kakashi), "関白宣言" (Kanpaku Sengen), "道化師のソネット" (Doukeshi no Sonnet), "親父の一番長い日" (Oyaji no Ichiban Nagai Hi), "北の国から〜遥かなる大地より〜" (Kita no Kuni Kara - Haruka naru Daichi yori). Đến thời điểm tháng 10 năm 2019, ông là nghệ sĩ có số lượng concert solo lớn nhất tại Nhật Bản, với hơn 4.400 buổi biểu diễn.
Sự hài hước hóm hỉnh trong cách nói chuyện tự nhiên đã giúp ông thu hút khán giả trong các buổi hòa nhạc của mình và cũng làm việc trong vai trò người dẫn chương trình truyền hình, radio. Ông cũng hoạt động làm nhà văn với việc xuất bản các tác phẩm như "解夏" (Kaika) và "眉山" (Meizan).

## Tiểu sử
Masashi Sada, sinh năm 1952 tại Nagasaki, Nhật Bản. Ông là con trai lớn của Masato Sada và Kiyoko. Cha ông từng làm gián điệp tại Trung Quốc và Viễn Đông Nga trước khi trở thành thư ký của Bộ Công thương Nhật Bản. Mẹ ông là một phụ nữ Nhật Bản quản lý nhà hàng ở Vladivostok, Nga. Masashi có thời thơ ấu giàu đẹp, học chơi violin từ 3 tuổi. Sau khi tốt nghiệp trung học, ông trải nghiệm nhiều ngành nghề khác nhau trước khi quyết định trở thành nghệ sĩ âm nhạc. Năm 1972, cùng với bạn học trung học Masami Yoshida, ông thành lập ban nhạc "Grape." Sau khi phát hành đĩa đơn "Shourou Nagashi," nhóm nhanh chóng nổi tiếng. Tuy nhiên, vấn đề sức khỏe và sự hiểu lầm về hình ảnh âm nhạc đã dẫn đến sự tan rã của nhóm vào năm 1976.

### Sự nghiệp ca sĩ solo
Sau khi ban nhạc Grape tan rã vào năm 1976, Masashi Sada tạm thời rời xa ngành công nghiệp âm nhạc. Với sức khỏe suy giảm, ông bắt đầu hoạt động solo vào tháng 11 cùng năm với đĩa đơn "線香花火" (Senkou Hanabi). Lúc đó, ông rời khỏi công ty quản lý của mình The Bird Corporation, và thành lập công ty sản xuất của riêng mình, Sada Kikaku.
Năm 1977, ông phát hành đĩa đơn "雨やどり" (Amayadori), một ca khúc hài hước về chuyện tình dưới mưa, trở thành một hit lớn đạt vị trí số 1 trên bảng xếp hạng Oricon. Điều này là một thành công đáng kể so với "精霊流し" (Seirei Nagashi), đĩa đơn bán chạy nhất trước đó, chỉ đạt vị trí thứ 2 trên bảng xếp hạng. Sau đó, những bài hát như "秋桜" (Aki Sakura) và "案山子" (Kakashi) cũng đạt được sự thành công.
Năm 1978, ông thành lập hãng đĩa cá nhân "Free Flight" và tháng 1 năm 1979 phát hành đĩa đơn đầu tiên từ hãng này, "天までとどけ" (Amemade Todoke). Đĩa đơn "関白宣言" (Kanpaku Sengen) phát hành vào tháng 7, trở thành một bản hit lớn với hơn 1,5 triệu bản bán ra. Sau đó, ông ra mắt tác phẩm nổi tiếng khác như "親父の一番長い日" (Oyaji no Ichiban Nagai Hi), "道化師のソネット" (Dōkeshi no Sonetto), "防人の詩" (Bōnin no Uta), "驛舎" (Ekisha).
Năm 1980, ông đóng vai chính và làm nhạc cho bộ phim "The Wings of Icarus." Ông cũng sản xuất và đạo diễn một bộ phim tài liệu về dòng sông Trường Giang ở Trung Quốc, "長江" (Chang Jiang) vào năm 1982.
Trong giai đoạn này, với sự thất bại của bộ phim và không hòa hợp với tinh thần "lạnh lùng và mạnh mẽ" của thập kỷ 1980, cùng với sự chỉ trích về tính chất "cánh hữu" của một số bản nhạc, Sada đã trải qua giai đoạn khó khăn. Tuy nhiên, ông tiếp tục sự nghiệp và kỷ niệm nhiều sự kiện đặc biệt như buổi hòa nhạc số 1,000 vào năm 1985 và buổi hòa nhạc solo thứ 4,000 vào năm 2013. Ông cũng tham gia các hoạt động xã hội như tổ chức sự kiện "夏・長崎から" (Natsu Nagasaki Kara) để hòa mình vào nghệ thuật và công việc từ thiện.
Năm 2018, ông chuyển sang hãng đĩa mới là JVC Kenwood Victor Entertainment và tiếp tục sự nghiệp sáng tác và biểu diễn.

## Danh sách đĩa nhạc

### Albums

#### Grape (với Masami Yoshida)
- Wasuremono (わすれもの) / Đồ Vật Đã Bị Quên (25 tháng 8 năm 1974)
- Seseragi (せせらぎ) /  Tiếng nước chảy nhẹ nhàng (25 tháng 5 năm 1975)
- Communication (コミュニケーション) (25 tháng 11 năm 1975)
- Ano Koro ni Tsuite -Season of Raisin- (あの頃について -シーズン・オブ・レーズン-) / Về thời kỳ ấy - Mùa của Lý Do (10 tháng 11 năm 1991)

#### Solo
- Kikyorai (帰去来) / I Come Back (25 November 1976)
- Kazamidori (風見鶏) / Weathercock (25 tháng 7 năm 1977)
- Anthology (私花集) (25 tháng 3 năm 1978)
- Yume Kuyo (夢供養) / Tưởng Nhớ Giấc Mơ (10 tháng 4 năm 1979)
- Inshoha (印象派) / Hậu Impressionists (10 tháng 10 năm 1980)
- Utsuroi (うつろひ) / Chuyển Động (25 tháng 6 năm 1981)
- Yume no Wadachi (夢の轍) / Rãnh của Giấc Mơ (11 tháng 12 năm 1982)
- Kaze no Omokage (風のおもかげ) / Dấu Ấn của Gió (30 tháng 11 năm 1983)
- Glass Age (Glass Age -硝子の世代-) (12 tháng 12 năm 1984)
- ADVANTAGE (12 tháng 6 năm 1985)
- Jibun Shokogun (自分症候群) / Hội Chứng Bản Thân (21 tháng 12 năm 1985)
- Yume Kaikisen (夢回帰線) / Hòa Trở Lại của Giấc Mơ (25 tháng 7 năm 1987)
- Kazemachi Dori no Hitobito (風待通りの人々) / Những Người Đứng Đợi Bên Đường Chờ Đợi Gió (25 tháng 7 năm 1988)
- Yume no Fuku Koro (夢の吹く頃) / Thời Điểm Gió Thổi Mơ (25 tháng 1 năm 1989)
- Yume Bakari Miteita (夢ばかりみていた) / Chỉ Mơ (25 tháng 2 năm 1990)
- Yume Kaikisen II (夢回帰線II) / Hòa Trở Lại của Giấc Mơ II (25 tháng 8 năm 1990)
- Kazoku no Shozo (家族の肖像) Bức Chân Dung Gia Đình (25 tháng 7 năm 1991)
- Honobono (ほのぼの) / Ấm Áp (10 tháng 11 năm 1992)
- Aimiteno (逢ひみての) / Hẹn Gặp (25 tháng 10 năm 1993)
- Omoide Dorobo (おもいで泥棒) / Tên Trộm Ước Mơ (25 tháng 10 năm 1994)
- Sayonara Nippon (さよならにっぽん) / Tạm Biệt Nhật Bản (25 tháng 10 năm 1995)
- Furukusai Koi no Uta Bakari (古くさい恋の唄ばかり) / Chỉ Là Những Bài Hát Tình Cảm Cũ (25 tháng 10 năm 1996)
- Yumeuta (夢唄) / Bài Hát Giấc Mơ (21 tháng 11 năm 1997)
- Kokoro no Jidai (心の時代 / Kỳ Ngộ Tâm) (23 tháng 9 năm 1998)
- Toki no Sumika (季節の栖) / Nơi ẩn náu của Mùa (23 tháng 6 năm 1999)
- Nihon Kaku Setsu (日本架空説) / Lý thuyết ảo tưởng về Nhật Bản (21 tháng 9 năm 2000)
- Alstroemeria (夢百合草 (あるすとろめりあ)) (27 tháng 2 năm 2002)
- Yume no Tsuzuki (夢のつづき) / Tiếp nối Giấc Mơ (26 tháng 9 năm 2002)
- Slow Life Story (すろうらいふすとーりー) (22 tháng 10 năm 2003)
- Koibumi (恋文) / Thư Tình (22 tháng 9 năm 2004)
- Tokoshie (とこしへ) / Mãi Mãi (7 tháng 9 năm 2005)
- Utsukushiki Nihon no Omokage (美しき日本の面影) / Dấu Ấn Đẹp của Nhật Bản (6 tháng 9 năm 2006)
- Mist (12 tháng 9 năm 2007) Utsukushii Asa / Buổi Sáng Đẹp (美しい朝) (9 tháng 6 năm 2009)
- Yokan (予感) / Dự Báo (9 tháng 6 năm 2010)
- Sada City (11 tháng 7 năm 2011)
- Mou Kurukoro... (もう来る頃...) / Đã Đến Lúc (13 tháng 6 năm 2012)
- Dai Ni Gakushou (第二楽章) / Đoạn Nhạc Thứ Hai (10 tháng 9 năm 2014)
- Kaze no Kiseki (風の軌跡) / Dấu Vết của Gió (8 tháng 7 năm 2015)
- Reborn Umaretate no Sada Masashi (Reborn～生まれたてのさだまさし～) (4 tháng 7 năm 2018)
- Shin-Jibunfudoki I Boukyou (新自分風土記I～望郷篇～) (15 tháng 5 năm 2019)
- Shin-Jibunfudoki II Mahoroba (新自分風土記II～まほろば篇～) (15 tháng 5 năm 2019)
- Chuyến lưu diễn kỷ niệm 45 năm 2018 Reborn-Masashi Sada' (45周年記念コンサートツアー2018 Reborn ～生まれたてのさだまさし～) (26 tháng 6 năm 2019)